# Walgreens
Walgreens — американська мережа аптек, друга за величиною в Сполучених Штатах після CVS Pharmacy компанії CVS Health. Він спеціалізується на виписці рецептів, продуктах для здоров’я та оздоровлення, інформації про здоров’я та фотопослугах. Станом на березень 2025 року компанія керувала понад 8700 магазинами в США .
Вона була заснована в Чикаго в 1901 році, а штаб-квартира знаходиться в передмісті Чикаго Дірфілд, штат Іллінойс. 31 грудня 2014 року Walgreens придбала швейцарську та британську компанію Alliance Boots і створила нову холдингову компанію Walgreens Boots Alliance. Walgreens стала дочірньою компанією нової компанії, яка зберегла свою штаб-квартиру в Дірфілді та торгує на Nasdaq під символом WBA. У 2021 році компанія була однією з кількох аптечних мереж, які федеральне журі визнало значним внеском у опіоїдну кризу.